# O štěstí a kráse
O štěstí a kráse je československá filmová pohádka z roku 1986, režírovaná Libuší Koutnou.

## Děj
Pradlenka Madlenka a zámecká princezna Marion jsou si k nerozeznání podobné. Madlenka se líbí kominíkovi Vendelínovi. Madlenka i Marion ale myslí, že ta druhá z nich se má lépe, takže se jednoho dne s pomocí babičky vymění. Madlenka nezvyklá na zámecký život vyhodí s Vendelínovou pomocí ze zámku všechny prince, včetně prince Petra, které pozvala tetička Julie na námluvy. Marion praní také moc nejde, každopádně se u ní zastaví princ Petr se špinavou košilí. Madlenka, Marion, Vendelín a princ Petr se rozhodnou ze zámku utéct, ale v tom jim zabrání babička.
Tetička Julie s kuchařem Josefem se dovtípí, že holky se vyměnily, a vydají se za nimi. Najdou je před zámkem a snaží se jim vyčinit, ale babička jim vysvětlí, že tetička Julie není tetička, ale Madlenčina a Marionina maminka, a kuchař Josef je tatínek a že Marion a Madlenka jsou sestry.

## Obsazení
| Markéta Fišerová            | pradlenka Madlenka princezna Marion |
| Libuše Havelková            | babička                             |
| Pavel Trávníček             | kominík Vendelín                    |
| Karel Roden                 | princ Petr                          |
| Zdena Hadrbolcová           | tetička Julie                       |
| Lubomír Lipský              | kuchař Josef                        |
| Miroslav Vladyka            | princ Frydolín                      |
| Radoslava Stupková-Boháčová |                                     |
| Jan Kuželka                 | princ                               |
| Václav Štádler              |                                     |
| Aleš V. Horal               |                                     |
| Ivan Trojan                 | kuchtík                             |
| Filip Renč                  |                                     |
| Eva Hrušková                | zámecká služebná                    |

## Tvůrci a štáb
- Režie: Libuše Koutná
- Scénář: Markéta Zinnerová
- Dramaturg: Jarmila Turnovská
- Hlavní kameraman: Věra Štinglová
- Vedoucí výrobního štábu: Vladimíra Argayová
- Hudba: Jaroslav Uhlíř
- Texty písní: Ivo Fischer
- Hudební režie: Pavel Nikl
- Choreografie: František Pokorný
- Výtvarník dekorací: Milan Starý, Jiří Veselý
- Výtvarník kostýmů: Božena Lesáková
- Zvuk: Petr Šimák, Hugo Markes, Jiří Reif
- Střih: Marie Pačajová
- Střih záznamu: Jaroslav Šafář, Karel Houška
- Kameramani: Petr Polák, Jan Hušek, František Hanák, Stanislav Benc, Josef Veselý, Zdeněk Lukavský
- Masky: Josef Adamička, Eva Schlossarová
- Skript: Nada Očenášková
- Asistent režie: Věra Dvořáková, Olga Kubištová
- Pomocná režie: Helena Heribanová

## Produkční a technické údaje
- Premiéra: 25. prosinec 1986, I. program Československé televize (od 11:05)
- Výroba: Hlavní redakce pořadů pro děti a mládež, © Československá televize Praha, 1986
- Barva: barevný
- Jazyk: čeština
- Délka: cca 64 minut
- Formát obrazu: 4:3